# 佘登雲
佘登雲（?—?），字青甫，號霄峰，亦號曉峰。清光緒年間進士，曾任江西省會昌縣知縣。安徽省太平府繁昌縣南鄉山沖村人，知縣卸任後，將家遷到魯港定居，清朝政治人物、同進士出身。
光緒二十九年（1903年），参加光緒癸卯科殿試，登進士三甲第97名。同年閏五月，著交吏部掣签分发各省，以知县即用。